# سلیاچ
سلیاچ (به لاتین: Sliač) یک سکونتگاه مسکونی در اسلواکی با جمعیت ۴٬۸۱۲ نفر است که در Zvolen District واقع شده‌است.